# Mecze reprezentacji Polski w piłce nożnej mężczyzn prowadzonej przez Krzysztofa Pawlaka
Spotkanie reprezentacji Polski pod wodzą Krzysztofa Pawlaka. 

## Oficjalne międzynarodowe spotkania
| Nr | Przeciwnik | Miejsce  | Data            | Impreza       | Wynik (Polska – przeciwnik) | Przypisy |
| -- | ---------- | -------- | --------------- | ------------- | --------------------------- | -------- |
| 1  | Gruzja     | Katowice | 16 czerwca 1997 | elim. MŚ 1998 | 4:1                         | [ 2 ]    |

## Bilans
|        | zwycięstwa | remisy | porażki |
| ogółem | 1          | 0      | 0       |

|        | strzelone | stracone |
| ogółem | 4         | 1        |

## Strzelcy
| Lp | Piłkarz            | Gole |
| -- | ------------------ | ---- |
| 1. | Krzysztof Bukalski | 1    |
| 1. | Adam Ledwoń        | 1    |
| 1. | Krzysztof Nowak    | 1    |
| 1. | Mirosław Trzeciak  | 1    |

## Szczegóły
| 14 czerwca 1997 18:00 CEST | Polska · Adam Ledwoń 32' · Mirosław Trzeciak 34' · Krzysztof Bukalski 74' (k) · Krzysztof Nowak 90' | 4:1(2:1) | Gruzja · 24' Szota Arweladze | Katowice, Stadion GKS Katowice Widzów: 1022 Sędzia: Günter Benkö (Austria) |
|                            | |          |                              |                                                                            |

Polska: Grzegorz Szamotulski - Radosław Kałużny, Mariusz Kukiełka, Paweł Skrzypek - Adam Ledwoń, Radosław Michalski, Krzysztof Nowak, Tomasz Sokołowski, Krzysztof Bukalski - Jacek Dembiński (89. Waldemar Adamczyk), Mirosław Trzeciak (62. Cezary Kucharski).

Gruzja: Irakli Zoidze - Nugzar Lobzhanidze, Kachaber Cchadadze, Kacha Kaladze, Lewan Kobiaszwili (73. Micheil Kawelaszwili) - Kachaber Gogiczaiszwili (46. Giorgi Kiknadze), Gocza Dżamarauli (46. Arczil Arweladze), Giorgi Nemsadze, Temur Kecbaia - Giorgi Kinkladze, Szota Arweladze.